# Mount Pilchuck
Der Mount Pilchuck ist ein Berg im Snohomish County im US-Bundesstaat Washington. Er liegt 57 mi (92 km) nordöstlich von Seattle und ist Teil der Kaskadenkette.
Der Mount Pilchuck liegt im Mount Pilchuck State Park, doch das ihn umgebende Gebiet einschließlich des Ausgangspunkts des Wanderweges gehört zum Mount Baker-Snoqualmie National Forest. Der Lushootseed-Name des Berges ist bəlalgʷa. Es gibt eine Vereinbarung, dass der gesamte Weg zum Gipfel vom United States Forest Service unterhalten wird, obwohl er innerhalb des State Park liegt. Es handelt sich um einen der beliebtesten Wanderwege der Region, weil er leicht zu erreichen ist und einen Panorama-Blick auf die Kaskaden im Osten und auf den Puget Sound im Westen bietet.
Am Gipfel des Mount Pilchuck gibt es einen alten Feuerwachturm, der jetzt als Unterschlupf für Wanderer genutzt wird. Dieser Wachturm wird gemeinsam von den Washington State Parks und der Abteilung Everett der Bergsteigerunion The Mountaineers unterhalten.
Hin und wieder ist der Wanderweg bis in den Spätsommer hinein von Schnee bedeckt.